# Charles Lock Eastlake

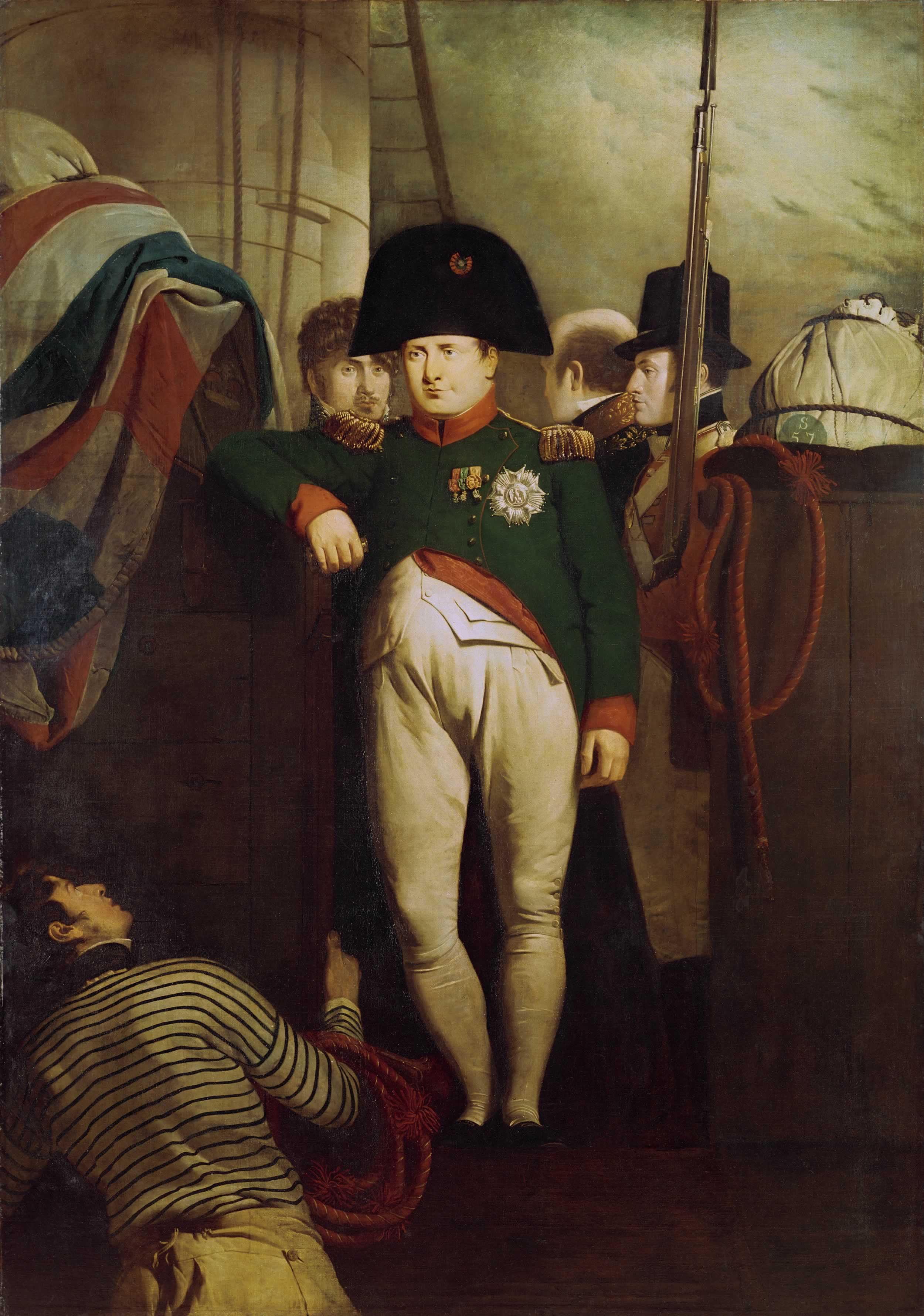
Napoleon Bonaparte na pokładzie „Bellerophona” w Plymouth Sound, 1815

Charles Lock Eastlake (ur. 17 listopada 1793 w Plymouth, zm. 23 grudnia 1865 w Pizie) – angielski malarz, dyrektor galerii, kolekcjoner i pisarz z początku XIX w.

## Życiorys
Studiował w Akademii Królewskiej (ang. Royal Academy) pod kierunkiem Benjamina Haydona. Naukę kontynuował w Paryżu i Rzymie. Eastlake uprawiał malarstwo historyczne i religijne, wystawiał głównie w Akademii Królewskiej, pisał również książki na temat sztuki, m.in. przetłumaczył z języka niemieckiego Podręcznik historii malarstwa Franza Theodora Kuglera.
W latach 1850–1865 był prezydentem Akademii Królewskiej i dyrektorem National Gallery w Londynie od 1855 do śmierci.

## Publikacje
- Materials for a history of oilpainting. Murray, Londyn 1847/1869.
- Contributions to the literature of the fine arts. Murray, Londyn 1848.
- Hints on household taste in furniture etc., 1877.
- History of gothic revival, 1871.

## Obrazy
- Napoleon Bonaparte na pokładzie „Bellerophona” w Plymouth Sound, 1815,
- The Spartian ISadas,
- Pilgrims in sight of Rome,
- Byrons dream, 1830,
- Christ blessing little children, 1839,